# Nils Grafström (arkitekt)

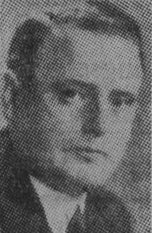
Nils Grafström

Nils Grafström, född 18 augusti 1901 i Stockholm, död där 1963, var en svensk arkitekt. Han var bror till konståkaren Gillis Grafström.
Han tog studenten vid Östra real 1920 och fortsatte studierna vid Kungliga tekniska högskolan 1921-1925, samt vid Kungliga Konsthögskolan 1929-1930. 
Han var anställd hos Erik Lallerstedt, Lars Israel Wahlman, Gunnar Asplund, Hakon Ahlberg 1928-1930.
Han verkade vid Stockholms stadsplanekontor 1931-1950 samt 1954 och kom därigenom att medverka i en rad stadsplaneringar gällande förstadsområdena så som Johanneshov, Hammarbyhöjden och Västertorp. 1936-1939 tjänstgjorde han hos Djurgårdskommissionen. Utöver det drev han egen verksamhet från Stockholm och ritade härigenom bland annat byggnader för Malmbergets högre allmänna läroverk och Mariebergsområdet i Sundsvall. 1947 vann han pristävlingen kring ett nytt nämndhus i Kristinehamn som stod färdigt 1955. Umeå Stad utlyste 1947 en Stadsplanetävling för ett nytt småhusområde, Berghem, där Grafström avgick med det vinnande förslaget 1948. Från 1962 var han byrådirektör vid Fortifikationsförvaltningens kasernbyrå.